# Бруно Джорджі (футболіст)
Бруно Джорджі (італ. Bruno Giorgi, 20 листопада 1940, Павія — 22 вересня 2010, Реджо-нель-Емілія) — італійський футболіст, що грав на позиції захисника. По завершенні ігрової кар'єри — тренер.

## Ігрова кар'єра
Народився 20 листопада 1940 року в місті Павія. Вихованець футбольної школи клубу «Віджевано». Дорослу футбольну кар'єру розпочав 1959 року в основній команді того ж клубу, в якій провів два сезони, взявши участь у 23 матчах чемпіонату і 1960 року вилетів з командою з Серії С до Серії D.
Своєю грою за цю команду привернув увагу представників тренерського штабу вищолігового клубу «Палермо», до складу якого приєднався 1961 року. У першому сезоні Джорджі так і не зіграв жодного матчу чемпіонату за клуб зі столиці Сицилії, а у наступному дебютував у Серії А 14 жовтня 1962 року у грі проти «Катанії» (1:1) і загалом до кінця сезону 1962/63 провів 17 матчів, а команда посіла останнє 18 місце і покинула елітний дивізіон. Надалі Бруно став основним гравцем клубу, виступаючи на позиції крайнього захисника або стопера, але повернутись до Серії А клуб так і не зумів.
1966 року перейшов до іншого клубу Серії В «Реджяна», за який відіграв 6 сезонів у другому дивізіоні, зігравши 203 матчі, в яких він був капітаном у більшості з них. У грудні 1971 року через розрив правого ахіллового сухожилля змушений був завершити кар'єру футболіста.

## Кар'єра тренера
По завершенні ігрової кар'єри залишився у «Реджяні», де працював асистентом головного тренера, а у квітні 1976 року сам очолив команду, посівши з нею останнє 20 місце у Серії В 1975/76.
У наступному сезоні з «Емполі» Джорджі посів 17-е місце в групі В серії C, після чого очолив іншу команду цього дивізіону «Ночеріну», з якою виграв свою групу Серії С 1977/78 і підвищив команду у класі. Втім у Серії В наступного сезону команда перебувала внизу таблиці і у лютому 1979 року Джорджі було звільнено.
Надалі Джорджі працював з командами новоствореної Серії С1 — «Кампобассо», «Моденою», «Падовою» та «Віченцою», вивівши останню з Серії C1 в Серію А та розкривши молодого Роберто Баджо, майбутню зірку італійського футболу.
Втім, після того як 1986 року команду не допустили до участі в Серії А через скандал із договірними матчами, Джорджі покинув клуб і очолив «Брешію», з якою пропрацював до 1988 року. Це стала його перша команда, з якою Бруно працював у вищому дивізіоні, але дебют виявився невдалим і команда 1987 року покинула еліту. Тренер залишився в клубі ще на рік, але не зумів повернути його до Серії А, посівши лише 8 місце, після чого покинув «б'янкоадзурі».
Згодом протягом сезону 1981/82 років очолював тренерський штаб клубу «Козенца», новачка Серії В, посівши несподівано високе 6 місце. Це дозволило знову отримати запрошення від клубу вищого дивізіону, на цей раз «Фіорентини». Під його керівництвом команда вийшла у фінал Кубка УЄФА 1989/90, але у чемпіонаті йшла досить низько, через що Бруно був звільнений наприкінці сезону у квітні 1990 року, напередодні фіналу Кубка УЄФА, який «фіалки» вже з новим тренером Франческо Граціані програли «Ювентусу».
Надалі без серйозних успіхів недовго тренував інші вищолігові клуби «Аталанта» та «Дженоа», а 1993 року він був призначений головним тренером «Кальярі», дійшовши з командою до півфіналу Кубка УЄФА 1993/94. Втім у чемпіонаті команда стала лише 12 і не пробилась до єврокубків, через що Джорджі покинув клуб. У лютому 1996 року він ненадовго повернувся до команди, замінивши Джованні Трапаттоні, і допрацював до кінця сезону Серії А 1995/96, по завершенні якого закінчив тренерську кар'єру. Загалом як тренер він провів 165 матчів у Серії А і 143 гри у Серії В.
Помер 22 вересня 2010 року на 70-му році життя у місті Реджо-нель-Емілія від невиліковної хвороби. Про смерть було оголошено 29 вересня під час похорон тренера.

## Титули і досягнення

### Як гравця
- Серія C:

«Реджяна»: 1970/71

### Як тренера
- Серія C:

«Ночеріна»: 1977/78
- Англо-італійський кубок:

«Модена»: 1982